# Funiculaires et téléphériques de Catalogne
 (décembre 2021).
Si vous disposez d'ouvrages ou d'articles de référence ou si vous connaissez des sites web de qualité traitant du thème abordé ici, merci de compléter l'article en donnant les références utiles à sa vérifiabilité et en les liant à la section « Notes et références ».

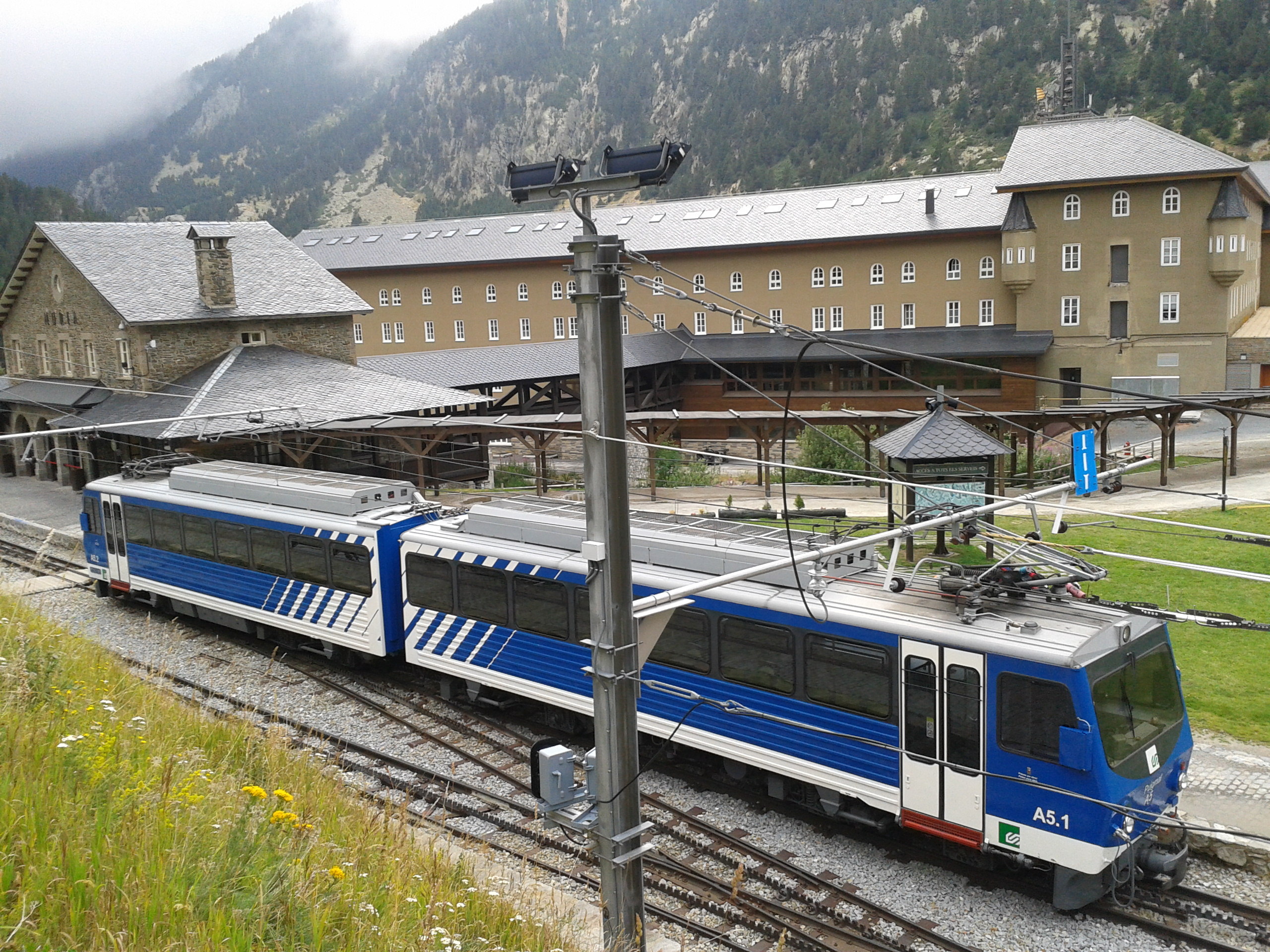
Train à crémaillère de Núria

Funiculaire de Sant Joan

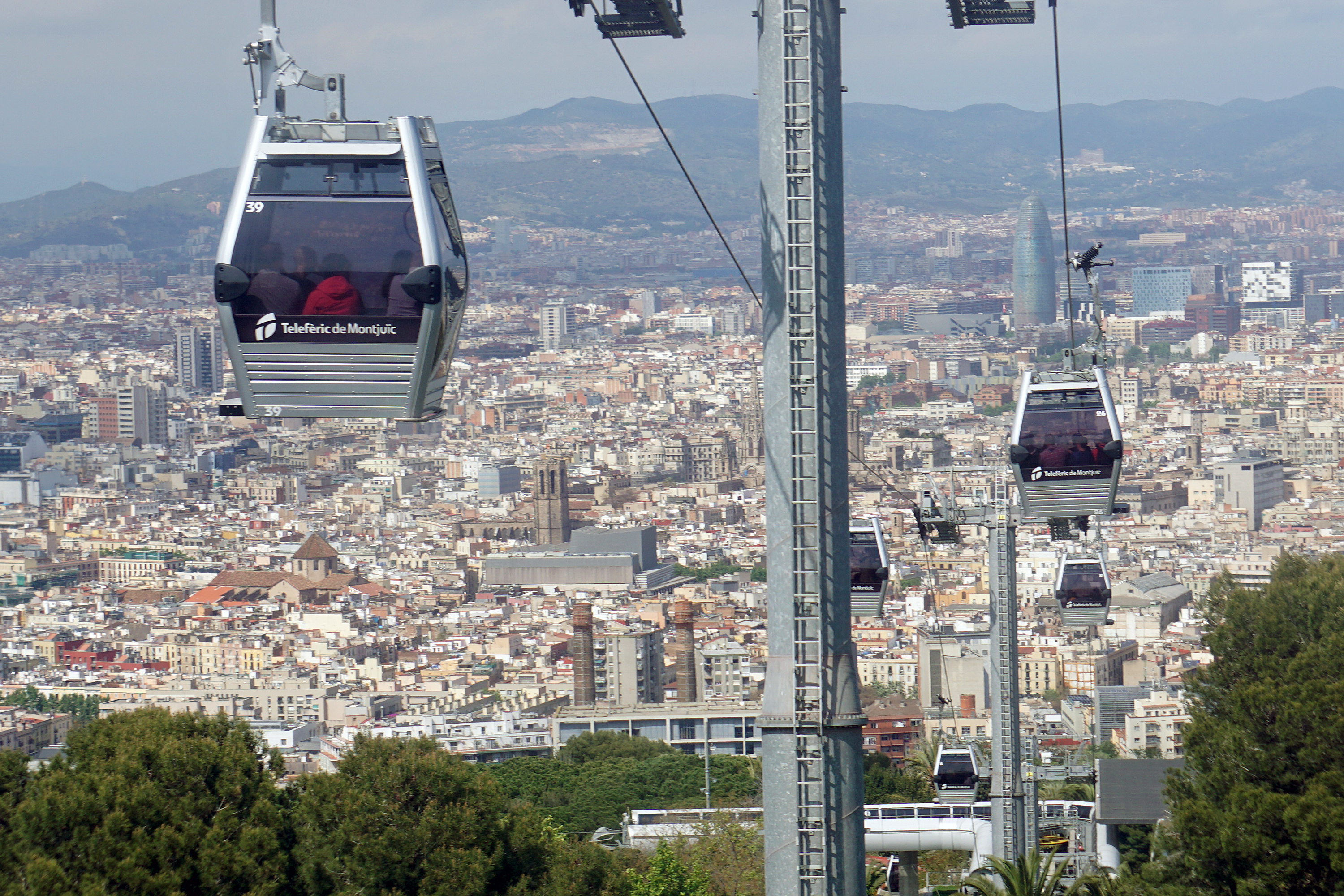
Téléphérique de Montjuïc

Les trains à crémaillère, les funiculaires, les téléphériques, les télécabines et les ascenseurs inclinés de Catalogne sont situés dans les trois des quatre provinces de Catalogne. Il y a au total 25 funiculaires, téléphériques, train à crémaillère, ascenseurs inclinés et télécabines, les télécabines pour les pistes de ski ne sont pas incluses : 

## Trains à crémaillère

### Chemins de fer de la généralité de Catalogne
- Crémaillère de Montserrat, Monistrol de Montserrat
- Chemin de fer à crémaillère de Núria, Queralbs

## Funiculaires

### Chemins de fer de la généralité de Catalogne
- Funiculaire de Gelida, Gelida
- Funiculaire de la Santa Cova, Monistrol de Montserrat
- Funiculaire de Sant Joan, Monistrol de Montserrat
- Funiculaire de Vallvidrera, Barcelone

### Transports Metropolitans de Barcelona
- Funiculaire de Montjuïc[1], Barcelone

### Autres opérateurs
- Funiculaire du Tibidabo, Barcelone

## Téléphériques

### Chemins de fer de la généralité de Catalogne
- Télécabine de la Coma del Clot, Queralbs
- Télécabine de La Molina - Alp 2500, Alp
- Téléphérique de Montserrat, Monistrol de Montserrat
- Téléphérique d'Olesa à Esparreguera, Esparreguera

### Transports Metropolitans de Barcelona
- Téléphérique de Montjuïc[2], Barcelone
- Téléphérique du port de Barcelone, Barcelone

### Vallée Fosca
- Téléphérique de l'Estany Gento, La Torre de Cabdella

### Baqueira Beret
- Télécabine de Baquèira, Naut Aran

## Ascenseurs inclinés

### Transports Metropolitans de Barcelona
- Ascenseur incliné de Ciutat Meridiana, Barcelone

### Autres opérateurs
- Ascenseur incliné de Cala Giverola, Tossa de Mar
- Ascenseur incliné de Can Franquesa, Santa Coloma de Gramenet
- Ascenseur incliné del Carmel, Barcelone
- Ascenseur incliné de la Font d'En Fargues, Barcelone
- Ascenseurs inclinés del Guinardó, Barcelone
- Ascenseur incliné de Malgrat de Mar, Malgrat de Mar
- Ascenseur incliné de Queralt, Berga
- Ascenseur incliné de Puigcerdà, Puigcerdà